# Bergische Arbeiterstimme
Die Bergische Arbeiterstimme war das Organ „für das arbeitende Volk des Kreises Solingen“. Sie erschien von 1890 bis 1933 und nochmals kurz Anfang der 1950er Jahre. Die Redaktion befand sich in Solingen. Die Zeitung erschien täglich.

## Geschichte
Die erste Nummer der Bergischen Arbeiterstimme erschien am 18. Mai 1890 als Organ der SPD:15, ab 1901 als Tageszeitung.:28 Bis Ende des Ersten Weltkrieges war die Zeitung sozialdemokratisch geprägt. 1913 hatte sie eine tägliche Auflage von 13 000 Exemplaren, die bis 1925 auf 21 000 anstieg; damit war ihre Auflage in etwa so hoch wie die des bürgerlichen Solinger Tageblatts. Die Besonderheit der Arbeiterstimme war, dass sie nicht nur die Politik von einem proletarischen Standpunkt aus betrachtete, sondern auch Kunst und Moral. Sie war internationalistisch ausgerichtet, veröffentlichte aber auch Texte auf Solinger Platt.
Nach Ausbruch des Kriegs schrieb die Zeitung am 30. Juli 1914 unter der Überschrift „Krieg dem Kriege“: „Auf dem Kriegsschauplatz beginnt das Morden. Die Kanonen reden ihre eherne Sprache und vernichten in wenigen Stunden ungezählte Menschenleben und mühsam geschaffene Werke der Kultur.“  Es war der letzte unzensierte Artikel dieser Zeitung bis Kriegsende. Nach 1917 nahm sie eine kommunistische Ausrichtung, wurde zunächst Organ der USPD und ab 1920 der Kommunistischen Partei Deutschlands (KPD).:16 Trotz Zensur berichtete die Arbeiterstimme aber aktuell und detailreich über den Fortgang der Revolutionen in Russland; die Artikel darüber stammten unter anderen von Lenin und Eugen Leviné.:29 Während der Besatzung nach dem Ersten Weltkrieg durch britische Truppen wurde die Zeitung wiederholt verboten.:32
Viele bekannte sozialistische und kommunistische Publizisten arbeiteten für die Arbeiterstimme, die als Genossenschaft organisiert war. So wurde 1920 der deutsche Kommunist und spätere Spion Richard Sorge hauptamtlicher Mitarbeiter der Zeitung, schied aber auf Wunsch seiner Genossen bereits 1921 wieder aus. Ab ca. 1920 war Max Leven, der später von Nationalsozialisten ermordet wurde, Kulturredakteur. Von 1923 bis 1924 war Friedrich Jung für den Lokalteil tätig. Von 1909 bis 1917 war das zeitweilige Reichstags- und SPD-Mitglied Wilhelm Dittmann Chefredakteur, nachdem er 1902 schon als Redakteur dort gearbeitet hatte. Weitere Redakteure waren Johannes König, der die Zeitung 1928 leitete und später Botschafter der DDR wurde, sowie der Publizist Karl Schneidt. 1929 war der Chefredakteur Bernhard Bästlein, der 1944 im Zuchthaus Brandenburg hingerichtet wurde.
Im März 1929 wurde bei der Bergischen Arbeiterstimme gestreikt: Die Wirtschaftslage war an der Zeitung nicht vorbeigegangen, die kommunistisch geprägte Genossenschaft musste drei Mitarbeiter entlassen und führte Kontrollzettel für die Beschäftigten ein. Der SPD-geführte Betriebsrat und die Buchdruckergewerkschaft organisierten daraufhin einen Streik, der aber weitgehend folgenlos blieb, weil mit Hilfe kommunistischer Helfer der Betrieb weitergeführt wurde. Die KPD vermutete hinter dieser Aktion ein SPD-Manöver gegen ihre Zeitung, zumal es weitere Streiks dieser Art im Reich gab und eine rabiate Propaganda von Seiten der SPD. Die Geschäftsleitung der Druckerei kündigte den Mitarbeitern fristlos. 

„Es mutet doch sehr merkwürdig an, daß sich die Geschäftsleitung dabei auf solche gesetzlichen Regelungen wie Friedenspflicht und das Arbeitsrecht berief, gegen die die KPD seit Jahren einen erbitterten Kampf geführt hatte. Ohne zu zögern ergriff sie die schärfsten Maßnahmen, die sich [...] gegen sozialdemokratische Arbeiter direkt auswirkten. So weit war der Unversöhnlichkeit der Auseinandersetzung bereits [...] gediehen.“

Vom 1. bis 15. Februar 1933, nach der „Machtergreifung“ durch die Nationalsozialisten, wurde die Bergische Arbeiterstimme verboten. Anschließend erschien sie erneut bis zum endgültigen Verbot im März 1933.:20
Eng verbunden mit der Zeitung Bergische Arbeiterstimme war die Sozialistische Republik aus Köln, die vom 5. Januar 1919 bis Mitte 1920 als Kopfblatt der Bergische Arbeiterstimme erschien.